# Feliks Pamin
Feliks Pamin (ur. 19 maja 1894 w Pleszewie, zm. 12 lutego 1936) – major piechoty Wojska Polskiego, kawaler Orderu Virtuti Militari.

## Życiorys
Urodził się w rodzinie Michała i Antoniny . W 1918, po zakończeniu I wojny światowej jako podporucznik armii niemieckiej wrócił do rodzinnej miejscowości i zorganizował 1. Kompanię Pleszewską. Na czele tej kompanii walczył w powstaniu wielkopolskim na odcinku Pleszew, Jarocin, Krotoszyn, Zduny, Ostrzeszów, Kobyla Góra (odcinek Prosna - Rawicz). Pod Kobylą Górą został lekko ranny .
W wojnie polsko-bolszewickiej 1920 walczył na froncie ukraińskim i litewsko-białoruskim. Ciężko ranny podczas bitwy nad rzeką Szczarą.
Służył w 59 Pułku Piechoty Wielkopolskiej w Inowrocławiu. 3 maja 1922 został zweryfikowany w stopniu kapitana ze starszeństwem z 1 czerwca 1919 i 391. lokatą w korpusie oficerów piechoty. Później został przeniesiony do 44 Pułku Piechoty w Równem i 10 lipca tego roku zatwierdzony na stanowisku pełniącego obowiązki dowódcy I batalionu. 3 maja 1926 został mianowany majorem ze starszeństwem z 1 lipca 1925 i 41. lokatą w korpusie oficerów piechoty. W październiku tego roku został wyznaczony na stanowisko dowódcy III batalionu. W kwietniu 1928 został przeniesiony do 17 Pułku Piechoty w Rzeszowie na stanowisko dowódcy I batalionu, a w styczniu 1930 do 2 Pułku Piechoty Legionów na stanowisko dowódcy batalionu. W marcu 1931 został przesunięty na stanowisko kwatermistrza, a w październiku tego roku zwolniony ze stanowiska. W maju 1932 został przeniesiony do 75 Pułku Piechoty w Chorzowie na stanowisko dowódcy batalionu. W marcu 1934 został zwolniony z zajmowanego stanowiska i oddany do dyspozycji dowódcy Okręgu Korpusu Nr V, a z dniem 31 lipca tego roku przeniesiony w stan spoczynku. 17 lutego 1936 został pochowany w rodzinnym grobowcu na cmentarzu parafialnym w Pleszewie.

## Ordery i odznaczenia
- Krzyż Srebrny Orderu Wojskowego Virtuti Militari nr 4646
- Krzyż Niepodległości (pośmiertnie, 5 sierpnia 1937)[18]
- Krzyż Walecznych[19]
- Złoty Krzyż Zasługi (22 grudnia 1928)[20][19]
- Wielkopolski Krzyż Powstańczy (pośmiertnie, 26 stycznia 1959)[1]

## Upamiętnienie
9 listopada 2018 na fasadzie urzędu Starostwa Powiatowego w Pleszewie odsłonięto tablicę pamiątkową ku czci „Bohaterów Niepodległości Ziemi Pleszewskiej 1918–1919”, dedykowaną siedmiu pleszewskim działaczom politycznym okresu Niepodległości i dowódcom wojskowym z  Powstania Wielkopolskiego 1918–1919, w tym ppor. Feliksowi Paminowi - dowódcy I Komp. Pleszewskiej.